# نسوية إفريقية

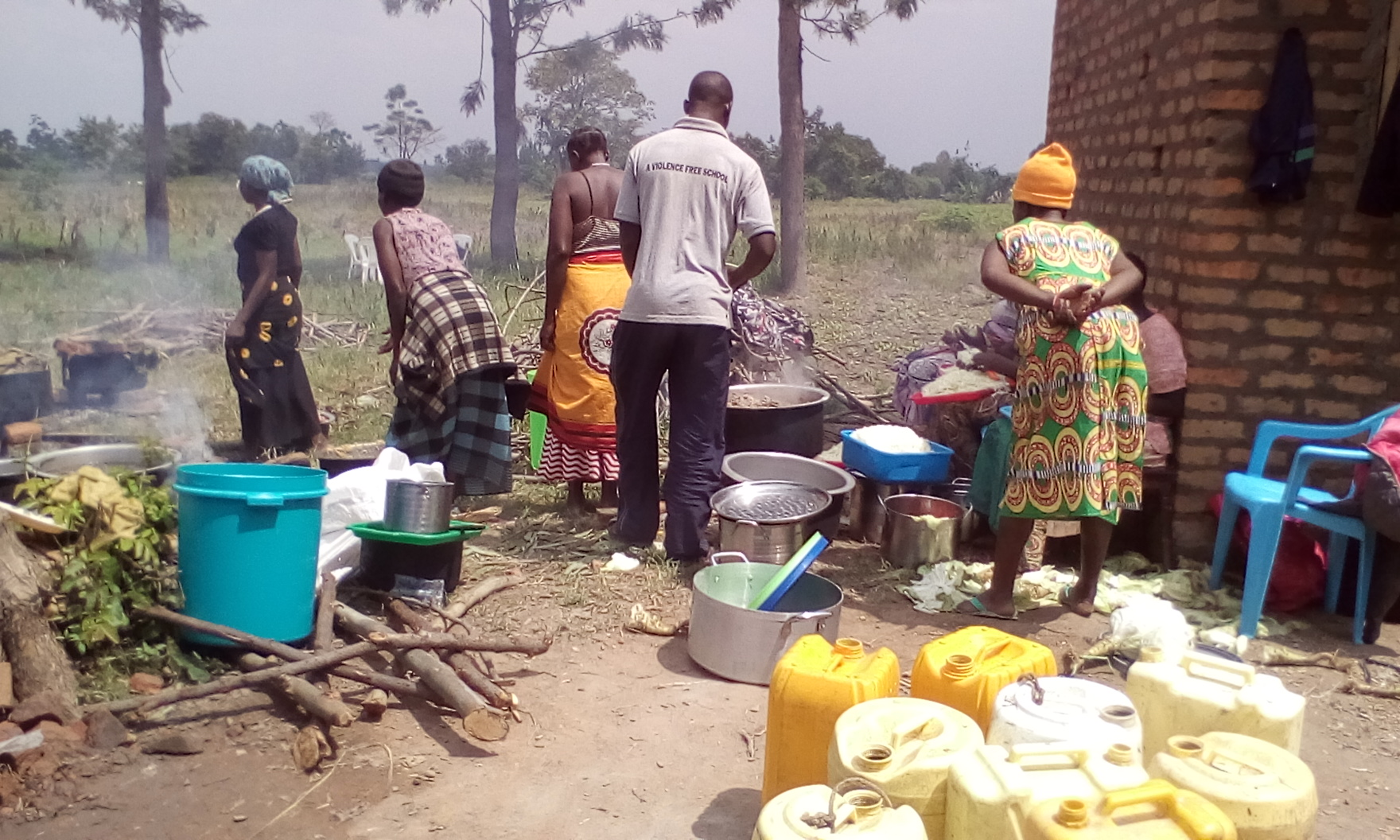

النسوية الأفريقية هي نوع من النسوية التي استحدثتها النساء الأفريقيات، والتي تتناول على وجه التحديد ظروف واحتياجات النساء الأفريقيات القاريات (النساء الأفريقيات اللائي يعشن في القارة الأفريقية). تشمل النسوية الأفريقية العديد من الأنماط الخاصة بها، بما في ذلك الأمومية، والإناثية، والنسوية ذات عقل الحلزون، والأنثوية/ نساء تثرثر، ونسوية المفاوضة، والستيوانية، والأنثوية الأفريقية. لأن أفريقيا ليست متوحدة، فإن هذه الحركات النسوية لا تعكس جميعها تجارب النساء الأفريقيات. بعض الحركات النسوية أكثر اهتمامًا بمجموعات محددة من النساء الأفريقيات. تتماشى النسوية الأفريقية أحيانًا، في الحوار، أو في النزاع، مع النسوية السوداء أو الأنثوية الأفريقية (التي تألفها النساء الأفريقيات في الشتات وتعمل من أجلهن، بدلًا من النساء الأفريقيات أو النساء من القارة مؤخرًا)، وكذلك مع الحركات النسائية الأخرى والحركات النسوية، بما في ذلك الحركات ذات الأساس الوطني، كما الحركة النسائية في السويد، والحركة النسائية في الهند، والحركة النسائية في المكسيك، والحركة النسائية في اليابان، والحركة النسائية في ألمانيا، والحركة النسائية في جنوب أفريقيا، إلخ..

## الحاجة للنسوية الأفريقية
يجادل البعض بأن النساء الأفريقيات هن أول النسويات، فقد كن بالفعل منخرطات انخراطًا عميقًا في مؤتمر المرأة لعام 1985، ومنذ فترة طويلة يعترفن بمساهمات بعضهن. يشعر آخرون أن النسوية الأفريقية أصبحت ضرورية جزئيًا بسبب استبعاد النسوية الغربية البيضاء لتجارب المرأة السوداء والمرأة الأفريقية القارية. لا تأخذ النسويات البيض في الغرب القضايا الخاصة التي تواجهها النساء السود عند تقاطع كل من لونهن وأنوثتهن بعين الاعتبار. في الوقت الحالي، غالبًا ما تُصنف النسوية البيضاء النساء الأفريقيات على أنهن «نساء ملونات»، وهو ما يقمع المسار التاريخي للمرأة الأفريقية وتجربتها الخاصة. تُشير هيزل كاربي في مقالها الذي حمل عنوان «انصتن أيتها النساء البيض! حركة النسوية السوداء وحدود الأختية» إلى سبب اعتبار الحركة النسائية البيضاء تجربة معيارية لجميع النساء. كتبت قائلة: «لقد بنى التاريخ جنسانيتنا وأنوثتنا على أنها تحيد عن تلك الصفات التي تتمتع بها النساء البيض، كامتياز للعالم الغربي». ومع ذلك، لا يمكن أن تستمر النسوية البيضاء في محو أفريقيا أو النساء الأفريقيات من النظرية النسوية أو من مناصرة النسوية، لأنه بصفتها القارة الأم للبشرية، ستظل قصص نساء أفريقيا وتجاربهن ذات صلة دائمًا.
لم تكن النسوية الأفريقية كليًا ردة فعل على الاستبعاد بسبب رؤية النسويات البيض للحركة النسائية، بل كانت نتيجة براعتهن ورغبتهن أيضًا في إنشاء حركة نسوية تحمل خلفياتهن وخبراتهن. تعبر النسوية الأفريقية عن حقائق المرأة في الدول الأفريقية المختلفة. من الأفضل معالجة احتياجات المرأة وواقعها والقمع الذي تتعرض له وتمكينها من خلال وجود فهم شامل واستيعاب للقضايا العامة والأكثر عمومية، بالإضافة إلى الخصائص والموقف الجماعي لتعريف الذات كنساء. كتبت نعومي نقيلة أن النسوية الأفريقية: «تسعى جاهدة لخلق امرأة أفريقية جديدة وليبرالية ومنتجة تعتمد على نفسها ضمن ثقافات أفريقيا غير المتجانسة. في نهاية المطاف، تهدف النسويات في أفريقيا إلى تعديل الثقافة لأنها تؤثر على النساء في مجتمعات مختلفة».
في الوقت نفسه، أفريقيا ليست وحدةً متراصة، لذا انتقد البعض أي فكرة عن «النسوية الأفريقية». توجد اختلافات على المستوى الإقليمي والعرقي والسياسي والديني، والتي تعمل جميعها على التأثير في كيفية وضع النساء لمفهوم يصف ما تبدو عليه النسوية والحرية. في حين أنه سيكون لدى النساء الأفريقيات بعض القواسم المشتركة، على سبيل المثال: من مصر وكينيا وجنوب أفريقيا والسنغال، وسيكون هناك اختلافات أيضًا في الطريقة التي يفهمون بها النوع الاجتماعي ونضالاته. لذلك، هذه الثقافات المتباينة تغير طريقة تجربة هؤلاء النساء الأفريقيات للعالم. وبالتالي لا يمكن للمرء ببساطة دمج جميع النساء في ظل توقع غير واقعي للأخوة، ولكن بدلًا من ذلك يجب أن يعترف ويحترم الاختلافات الموجودة نتيجة لهذا التنوع. هناك قواسم مشتركة بين النضالات التي تواجهها النساء في جميع أنحاء العالم لأن العامل المشترك هو امتياز الذكور. المرأة الأفريقية المعاصرة قوية وذكية ومرنة وقد استفاقت على الخيارات المتاحة لها. لم تعد راضية عن الخيارات التي سخرت لها، ولكنها تسعى إلى إيجاد خيارات واختيارات جديدة لجيل نساء أفريقيات أخريات سيأتين من بعدهن.
دعا بعض الباحثين إلى مزيد من الاهتمام في نظرية النسوية الأفريقية في العمل في مجال الجنس، ومجمع المنقذ الأبيض والعنف ضد النساء الأفريقيات، والنساء في الجيش، والعمل الميداني مع النساء الأفريقيات، والمثليات، والمعاصرة، وفكر الناشطات.

## مبادئ النسوية الأفريقية
تعمل النسويات الأفريقية على معالجة القضايا الثقافية التي تشعر بأنها مرتبطة بالتجارب المعقدة التي تواجهها جميع النساء اللواتي ينتمين إلى معظم الثقافات في القارة الأفريقية. في ما يتعلق بعملية وضع النظرية النسوية، فإن العديد من مؤلفي هذه النظريات ينحدرون من غرب أفريقيا ومن نيجيريا بالتحديد.
تناقش نعومي نقيلة في مقالها بعنوان «النسويات في غرب أفريقيا وتحدياتهن» الأشكال المختلفة للنسوية الأفريقية. أولًا، تشير نعومي إلى الأنثوية، التي تجادل بأنها ليست جزءًا من الحركة النسوية الأفريقية، لأنها تتعلق بالنساء الأفريقيات في الشتات لا النساء الأفريقيات القاريات. ثانيًا، تبحث في الستيوانية، والتي على الخلاف، تضع النساء الأفريقيات في محور المناقشات لأن الستيوانية لها جذور عميقة في التجارب والحقائق التي تواجهها النساء الأفريقيات. ثالثًا، تبحث في «الأمومية»، والتي تعد شكلًا من أشكال الأمومة النسوية التي تنظر للمرأة الريفية على أنها تؤدي المهمة الضرورية في رعاية المجتمع. رابعًا، تبحث في الإناثية، التي تضع جسد المرأة محورًا للنقاشات النسوية. أخيرًا، تتطرق إلى النسوية المفاوِضة والحركات النسوية ذات عقل الحلزون، التي تحث على إشراك الرجال في المناقشات ومناصرة الحركة النسوية، ويؤكد كلاهما على أن إشراك الرجال ضروري لتحرير المرأة.
تشترك أنماط النسويات هذه في العديد من القواسم المشتركة. أولًا، يتحدون جميعًا مصطلح «النسوية» الغربي وجذوره، لأنهم يضعون تجارب المرأة الأفريقية في الطليعة. ثانيًا، لأنها تعتمد على مخططات السكان المحليين، فهي تأخذ من تاريخ وثقافات الشعوب الأفريقية من أجل إنشاء الأدوات اللازمة لتشجيع النساء وتثقيف الرجال. ثالثًا، يضمون «إدماج النوع الاجتماعي والتعاون والسكن لضمان مساهمة كل من النساء والرجال (حتى وإن لم يكن هذا على قدم المساواة) في تحسين الظروف المادية للمرأة».
يظهر التنوع في الحركات النسوية مشاركة المرأة الأفريقية النشطة في العلاقات بين الجنسين.

## التحديات
تعمل الآثار الاجتماعية والاقتصادية لعدم المساواة والظلم على الحركات النسوية الأفريقية كعوامل ضغط ضارة تحول دون حصول المرأة على حقوقها، ما يُفسد حركتهن السياسية الشاملة. في العموم، إن معظم النساء عاطلات عن العمل، إذ إنه في معظم الحالات، حتى لو حصلن على وظيفة، غالبًا ما تعمل النساء على نحو غير رسمي أو مؤقت. وهذا يعوق في النهاية قدرة النساء على التنظيم والتعبئة والدعوة الجماعية. الصعوبة الأخرى تتعلق بمدى قوة النظام الأبوي في كل من المجتمعات الأفريقية الحضرية والريفية. يؤثر هذا على السياسة الداخلية ضمن الأسرة وفي نهاية الأمر في كل مجتمع، ما يدفع النساء إلى العمل ضد معتقداتهن وضد النساء الأخريات أيضًا.